# Ergativ
Ergativ är ett grammatiskt kasus som förekommer i så kallade ergativa språk (bland annat tibetanska, baskiska, kaukasiska språk och eskimåisk-aleutiska språk). Också sumeriska var ett ergativt språk.
I dessa språk har man inte tudelning mellan subjekt och objekt utan skiljer i stället mellan den eller det aktivt handlande (subjektet till ett transitivt verb) och den eller det som utsätts för ett skeende (objektet till ett transitivt verb eller subjektet till ett intransitivt verb). Den förstnämnda kategorin böjs i ergativ, medan den andra böjs i absolutiv.
Nationalencyklopedin illustrerar detta med ett tydligt exempel.
I de båda meningarna "Lisa rullade vagnen nerför trappan" och "Vagnen rullade nerför trappan" skulle "Lisa" i ett ergativt språk stå i ergativ, medan "vagnen" i båda meningarna skulle stå i absolutiv, eftersom den aldrig är aktivt handlande.
I ergativa språk har ergativen andra funktioner, utöver att beteckna agenter eller transitiva subjekt. I många australiska språk används ergativen för instrumentalis, och i grönländskan används ergativen även för att beteckna genitiv.